# Samsung Galaxy Camera
 (octobre 2012).
Si vous disposez d'ouvrages ou d'articles de référence ou si vous connaissez des sites web de qualité traitant du thème abordé ici, merci de compléter l'article en donnant les références utiles à sa vérifiabilité et en les liant à la section « Notes et références ».
Le Samsung Galaxy Camera est un appareil photo numérique fabriqué par Samsung. 
Annoncé le 29 août 2012, lors de l’IFA de Berlin, en même temps que le Galaxy Note 2, il est lancé en novembre 2012.
À mi-chemin entre le smartphone et le compact numérique, il ouvre une nouvelle ère dans le monde de la photographie connectée grâce à l’utilisation d’une puce compatible avec les réseaux mobiles 3G et 4G et du système d’exploitation Android.

## Caractéristiques
- Capteur CMOS BSI 1/2,3" de 16 mégapixels (définition maximale : 4 608 × 3 456)
- Zoom optique 21×
  - Focale : ×21 – 4.1-86,1 mm (23-483 mm en équivalent 35 mm)
  - Coefficient de conversion : 5.6
  - Ouverture : f/2.8 – f/8
- Sensibilité ISO : 100-3200
- Vidéo : 16:9, 1080p, 30fps, 720p, 120fps.
- Mode rafale 4 images par seconde, buffer de 20 images
- Écran tactile Super Clear LCD de 4,8 pouces (122 mm), 16 millions de couleurs
- Impression directe (avec imprimante compatible)
- Processeur : quad-core Exynos 4412 à 1,4 GHz
- Mémoire intégrée : 8 Go
- Support mémoire : microSD
- Interface : USB 2.0, Wi-Fi, 3G, Bluetooth 4.0
- Sortie vidéo : HDMI out, sortie casque
- OS : Android 4.1 Jelly Bean
- Batterie 1650mAh[1]

## Fonctionnalités
Le Galaxy Camera est destiné à tout public, avec la particularité de posséder une puce 3G. Avec un forfait compatible, il est donc possible de se rendre sur internet, d’envoyer des photos ou encore de les partager sur les réseaux sociaux, sans devoir passer par un ordinateur.

## Système d’exploitation
Le Galaxy Camera utilise Android 4.1 Jelly Bean, comme système d’exploitation. La souplesse de cet OS permet de le flasher et de le rooter.
Avec cet OS, il est possible de télécharger des applications depuis le Play Store de Google. Certaines sont installées nativement, comme Instagram, permettant la retouche de photos.

## Coloris
Présenté d'abord en deux coloris, noir et blanc, Samsung a ensuite décliné le Galaxy Camera en deux nouvelles livrées : orange et rose métallisés.